# Unidos do Jaçanã
O GRCSES Unidos do Jaçanã é uma escola de samba da cidade de São Paulo.

## Carnavais
| Ano  | Colocação | Grupo | Enredo | Carnavalesco | Ref.        |
| ---- | --- | --- | --- | --- | ----------- |
| 2019 | 2º lugar | Vaga Aberta | A Verdadeira MPB da Periferia                                                                                          | Greyfus Romualdo | [ 2 ]       |
| 2020 | 3° lugar | Acesso 3 de Bairros | Malandro é malandro, mané é mané… salve a malandragem, salve seu Zé!                                                   | Greyfus Romualdo | [ 3 ]       |
| 2021 | Inicialmente adiados para o mês de julho, os desfiles do Carnaval 2021 foram cancelados devido a pandemia de Covid-19. | Inicialmente adiados para o mês de julho, os desfiles do Carnaval 2021 foram cancelados devido a pandemia de Covid-19. | Inicialmente adiados para o mês de julho, os desfiles do Carnaval 2021 foram cancelados devido a pandemia de Covid-19. | Inicialmente adiados para o mês de julho, os desfiles do Carnaval 2021 foram cancelados devido a pandemia de Covid-19. | [ 4 ]       |
| 2022 | 5º Lugar | Acesso 3 de Bairros | As grades nunca prenderão nossos pensamentos                                                                           | Comissão de Carnaval                                                                                                   | [ 5 ] [ 6 ] |
| 2023 | 9º Lugar | Acesso 3 de Bairros | O menino que encantou as quebrada                                                                                      | | [ 7 ]       |
| 2024 | 3º Lugar | Acesso 3 de Bairros | O cangaceiro que virou encantado nas terras de Jurema                                                                  | João Sanne Malagutti                                                                                                   | [ 8 ]       |